# Wolfgang Schleif

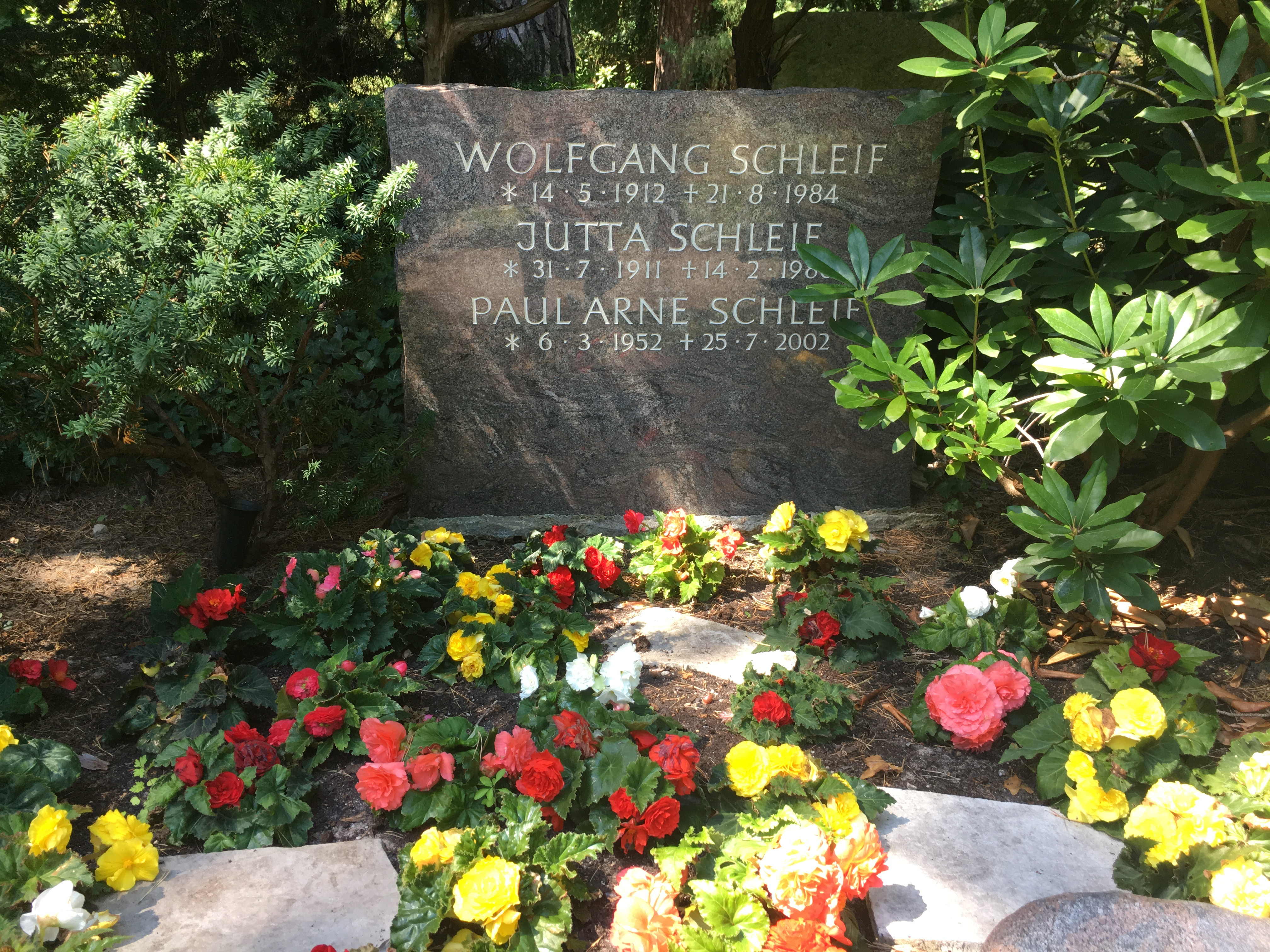
Grabstätte von Wolfgang Schleif

Wolfgang Schleif (* 14. Mai 1912 in Leipzig; † 21. August 1984 in Berlin) war ein deutscher Filmregisseur, Drehbuchautor und Filmeditor.

## Leben
Wolfgang Schleif studierte an der Universität Leipzig Philosophie, Pädagogik und Psychologie. 1934 absolvierte er das Staatsexamen für das Lehramt an der Volksschule. Doch dann nahm er Unterricht an der Schauspielschule des Deutschen Theaters in Berlin, wo er sich im Regiefach ausbilden ließ.
Ab 1935 arbeitete er beim Film, seit 1938 als Regieassistent, seit 1939 als Drehbuchautor und schließlich als Schnittmeister. Unter anderem war er für den Schnitt der Propagandafilme Jud Süß (1940) und Kolberg (1943/45) verantwortlich. Dennoch wurde Schleif 1947 von der DEFA übernommen. 1948 führte er in der antikapitalistischen Produktion Grube Morgenrot erstmals Regie, 1949 folgte die Filmbiografie von Johann Friedrich Böttger Die blauen Schwerter.
Nach dem 17. Juni 1953 ging Schleif nach Westdeutschland. Mit dem Kinder- und Heimatfilm Die Mädels vom Immenhof gelang ihm 1955 ein außerordentlicher Erfolg, der seine Arbeit aber auch für Jahre auf die Inszenierung von derartigen Stoffen festlegte. Er drehte mehrere Schlagerfilme mit Freddy Quinn im Mittelpunkt, aber auch Kriegsfilme wie Rommel ruft Kairo und Kriminalfilme wie Der rote Rausch sowie Anfang der 1970er Jahre die Immenhof-Nachzügler Die Zwillinge vom Immenhof und Frühling auf Immenhof.
Seit Mitte der 1960er Jahre arbeitete Schleif intensiv für das Fernsehen. Er führte oft bei Serien und Mehrteilern Regie, insbesondere bei dem Fünfteiler Bürgerkrieg in Rußland (1967).
Er wurde auf dem Waldfriedhof Dahlem beerdigt.

## Filmografie
- 1948: Grube Morgenrot
- 1948: Glück auf!
- 1949: Die blauen Schwerter
- 1949: … und wenn’s nur einer wär’ … (auch Co-Drehbuch)
- 1950: Bürgermeister Anna
- 1950: Saure Wochen – frohe Feste (Co-Drehbuch Hermann Werner Kubsch)
- 1953: Die Störenfriede
- 1954: Ännchen von Tharau (auch Co-Drehbuch)
- 1955: Meine Kinder und ich
- 1955: Die Mädels vom Immenhof (auch Co-Drehbuch)
- 1955: Heldentum nach Ladenschluß
- 1956: Zärtliches Geheimnis
- 1956: Das Mädchen Marion
- 1957: Blaue Jungs
- 1957: Made in Germany – Ein Leben für Zeiss
- 1957: Die verpfuschte Hochzeitsnacht
- 1958: Eine Reise ins Glück
- 1959: Freddy, die Gitarre und das Meer
- 1959: Freddy unter fremden Sternen
- 1959: Der blaue Nachtfalter
- 1959: Rommel ruft Kairo
- 1960: Freddy und die Melodie der Nacht
- 1960: Weit ist der Weg
- 1961: Blond muß man sein auf Capri
- 1961: Ach Egon!
- 1962: Der Teufel von Kapstadt (Sfida nella città dell'oro)
- 1962: Der rote Rausch
- 1962: Eheinstitut Aurora
- 1962: Zwischen Schanghai und St. Pauli
- 1963: Ferien wie noch nie
- 1964: Das Blaue vom Himmel
- 1964: Aktion Brieftaube – Schicksale im geteilten Berlin
- 1965: Der Forellenhof (Serie)
- 1965: Vorsicht bei grauen Schläfen
- 1965: Jean
- 1965: Der Fall Michael Reiber
- 1965: Der Fall Harry Domela
- 1966: Saison in Salzburg
- 1966: Im Nest der gelben Viper (F.B.I. operazione vipera gialla)
- 1966: Rosemarie
- 1967: Bürgerkrieg in Rußland (Fünfteiler)
- 1967: Herr Schrott verwertet sich
- 1967: Slatin Pascha
- 1967: Die Brücke von Remagen
- 1968: Der Fall Wera Sassulitsch
- 1969: Sir Basil Zaharoff – Makler des Todes
- 1969: Königin einer Nacht
- 1969: Der irische Freiheitskampf
- 1970: Hurra, unsere Eltern sind nicht da
- 1970: Meine Tochter – Unser Fräulein Doktor (Serie)
- 1970: Tournee (Serie)
- 1972: Mit dem Strom
- 1972: Der Ehefeind
- 1972: Mein Bruder – Der Herr Dokter Berger (Serie)
- 1972–1973: Algebra um Acht (Serie, 6 Folgen)
- 1973: Die Zwillinge vom Immenhof (auch Co-Drehbuch)
- 1974: Frühling auf Immenhof (auch Co-Drehbuch)
- 1974: Heiter bis meschugge
- 1975: Mordkommission (Serie, 13 Folgen)
- 1975: Bitte keine Polizei (Serie, 13 Folgen)
- 1976: Unter einem Dach (Serie, 1 Folge)
- 1977: Mr. Carlis und seine abenteuerlichen Geschichten (Serie)
- 1978–1979: Kommissariat 9 (Serie, 13 Folgen)
- 1979: Wie Rauch und Staub
- 1979: Die Koblanks (Serie)
- 1981: Das waren noch Zeiten – Kleine Geschichten von Kalke & Söhne
- 1981: O du fröhliche – Besinnliche Weihnachtsgeschichten
- 1981: Bahnhofsgeschichten (Serie)